# Nemalite
La nemalite è una varietà di brucite che contiene ossidi di ferro e se ne distingue per la struttura fibrosa degli aggregati che ricorda molto l'asbesto. Il più delle volte il colore è giallo-oro o giallo-verdastro, e possiede lucentezza madreperlacea o sericea. 
Si trova a Jakobsberg, in Svezia, e nel deposito di Asbestos, nel Québec, in fibre lunghe più di 50 centimetri; e infine a Jaklovce, nella Repubblica Ceca, nelle serpentiniti in associazione con idromagnesite.
Il nome deriva dal greco νήμα = filo, fibra e λίθος = pietra.
Le altre proprietà fisiche e chimiche sono pressoché identiche a quelle della brucite.